# سنتا، صربستان
سنتا (به صربی: Senta) یک روستا در صربستان است که در منطقه سنتا واقع شده‌است. سنتا ۱۸٬۷۰۴ نفر جمعیت دارد و ۸۱ متر بالاتر از سطح دریا واقع شده‌است.

## خواهرخوانده
شهرهای گودوللو، نیش، دونایسکا ستردا، هودمزوواشارهی، کرانی، موکاچفو، کریستورو سکوئیسک و داباش خواهرخوانده‌های سنتا، صربستان هستند.